# 三碲代亚砷酸钴
三碲代亚砷酸钴是一种无机化合物，化学式为Co3(AsTe3)2。

## 制备
三碲代亚砷酸钴可通过K3AsTe3溶液缓慢滴入氯化钴溶液而制备：
2 K3AsTe3 + 3 CoCl2 → Co3(AsTe3)2↓ + 6 KCl